# 増若駅
増若駅（チュンヤクえき）は、大韓民国忠清北道沃川郡にかつて存在した鉄道庁京釜線の鉄道駅（廃駅）である。

## 歴史
- 1905年1月1日：京釜線開通と同時に開業。
- 1910年6月25日：廃止[1]
- 1956年2月21日：再開業[2]
- 1974年8月15日 : 廃止[3]

## 隣の駅
鉄道庁
京釜線
細川駅 - 沃川駅